# Ланген (Эмсланд)
Ланген (нем. Langen) — община в Германии, в земле Нижняя Саксония.
Входит в состав района Эмсланд. Подчиняется управлению Ленгерих. Население составляет 1437 человек (на 31 декабря 2010 года). Занимает площадь 33,52 км².

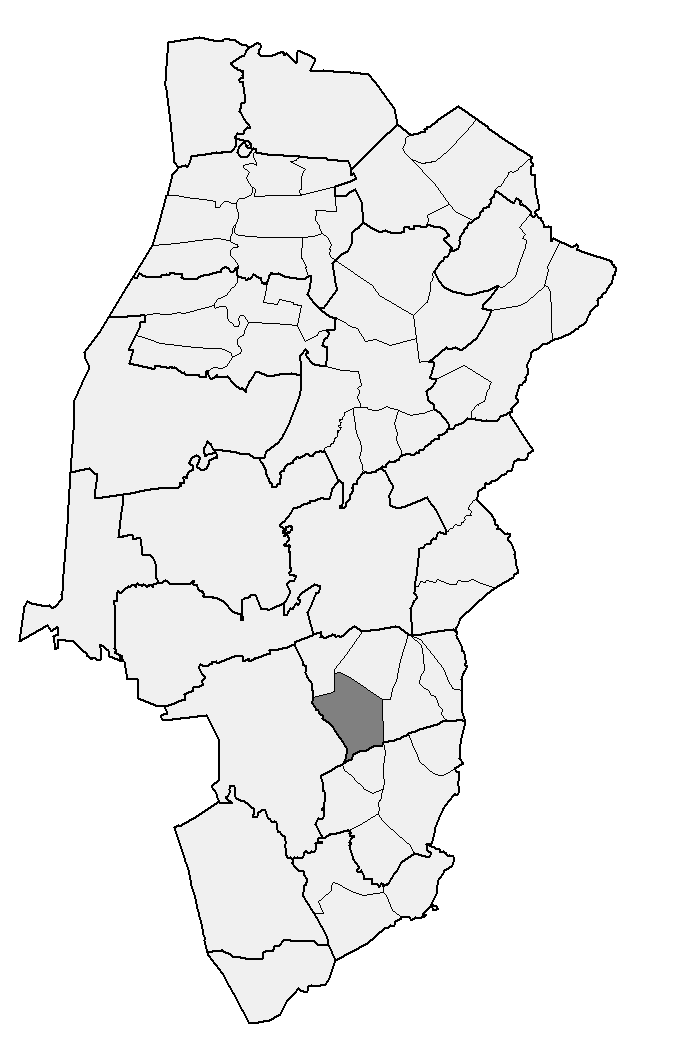
Ланген (Эмсланд)